# Anthony Carmona
Anthony Thomas Aquinas Carmona foi Presidente de Trinidad e Tobago entre 2013 e 2018. Anteriormente ele foi juiz da Suprema Corte de Trinidad e Tobago e juiz da Corte Penal Internacional (ICC) de 2012 a 2013.

## Início da carreira
Carmona nasceu no dia 7 de março de 1953 no distrito de Fyzabad, no sul da ilha de Trinidad. Ele é o mais velho dos seis filhos de Dennis Stephen Carmona e Barbara Carmona. Iniciou os estudos na Escola Primária Governamental de Santa Flora em San Fernando. onde concluiu os estudos iniciais e médios (bachillerato ou bachelor).
Depois foi estudar Direito na Hugh Wooding Law School, da Universidade das Índias Ocidentais (University of the West Indies), concluindo-o em 1983. Carmona logo foi trabalhar como Conselheiro de Estado. Em 1989, ele se tornou Procurador Geral do Estado e de 1994 a 1999 o primeiro assistente do então Procurador Chefe da Diretoria de Execuções Públicas. De 2001 a 2004, exerceu o cargo de Conselheiro de Apelação na Vara de Execução do Tribunal Criminal Internacional junto a ex-República da Iugoslávia e também no julgamento desse tribunal quanto aos crimes em Ruanda.

## Juiz da Suprema Corte de Trinidad e Tobago e da Corte Criminal Internacional
Carmona passou em 2004 na indicação para Juiz da Suprema Corte de Justiça de Trinidad e Tobago, exercendo o cargo até 12 de dezembro de 2011 quando ele foi eleito para ser juiz na Corte Criminal Internacional, ganhando a indicação da Assembleia dos Estados Membros da Corte Internacional com 72 dos 104 votos; com 70 votos sendo necessários para a aprovação do nome do indicado. Carmona assumiu o cargo no dia 11 de março de 2012.

## Presidente de Trinidad e Tobago

### Indicação a Presidência
Em 3 de fevereiro de 2013, a Primeira Ministra Kamla Persad-Bissessar anunciou que saíria do partido e do governo e que indicaria Anthony Carmona para a sucessão presidencial do presidente George Maxwell Richards. No dia seguinte o Dr. Keith Rowley, líder do Movimento Nacional Popular (PNM -the People's National Movement) disse que seu partido apoiaria a indicação de Anthony Carmona. No entanto, logo após o anúncio, o PNM questionou a elegibilidade de Anthony Carmona para ser presidente do país devido ao seu trabalho exercido fora das ilhas, pois perante a lei, para que uma pessoa seja elegível para o cargo de presidente deve ser "residente antigo" em seu país por pelo menos dez anos antes até a eleição. Carmona havia ficado morando fora entre 2001 e 2004 e o ex-Procurador Geral Anand Ramlogan tomou sua defesa e conseguiu com que o governo aceitasse a indicação do juiz após consulta aos especialistas na área de justiça; dando-lhe parecer favorável.

### Mandato Presidencial
Assumiu a Presidência de Trinidad e Tobago em 18 de março de 2013, recebendo a faixa presidencial de George Maxwell Richards. Não se recandidatou a novo mandato, tendo cessado funções em 18 de março de 2018.